# Trepopnoe
Trepopnoe (ang. trepopnea) – duszność odczuwana podczas leżenia na jednym boku, zwykle lewym. Może być objawem zastoinowej niewydolności serca, ciężkiej, napadowej niedomykalności zastawki trójdzielnej, a także wystąpienia płynu w jamie opłucnej lub prawo-lewego przecieku powietrza po lobektomii.